# جورج واتسون (جندي)
جورج واتسون (بالإنجليزية: George Watson)‏ هو جندي أمريكي، ولد في 1915 في برمنغهام في الولايات المتحدة، وتوفي في 8 مارس 1943 في غينيا الجديدة في إندونيسيا.